# Association des étudiants des hautes écoles suisses
Pour les articles homonymes, voir AES.
 (mai 2015).
Si vous disposez d'ouvrages ou d'articles de référence ou si vous connaissez des sites web de qualité traitant du thème abordé ici, merci de compléter l'article en donnant les références utiles à sa vérifiabilité et en les liant à la section « Notes et références ».
L'association des étudiants des hautes écoles suisses (AES) était l'une des deux associations faîtières des étudiants en Suisse, avec l'Union des étudiant-e-s de Suisse (UNES).
Elle a été créée en 2003 par les associations d’étudiants de l’Université de Saint-Gall, de l'École polytechnique fédérale de Zurich et de l'École polytechnique fédérale de Lausanne. Elle s'est dissoute lors de l'assemblée des délégués des 18 et 19 octobre 2008 et les associations d'étudiants de l'École polytechnique fédérale de Zurich et de l'École polytechnique fédérale de Lausanne ont rejoint l'UNES.

## Anciens membres

### VSETH
L’Association des étudiants de l'École polytechnique fédérale de Zurich est composée d’environ 11 000 membres. Elle gère les différentes associations d’étudiants de l'École polytechnique fédérale de Zurich et coordonne leurs activités. En outre, elle représente les étudiants vis-à-vis de la Direction de l’École.

### SHSG
L’association des étudiants de l’Université de Saint-Gall compte 5 000 membres, dont 100 personnes actives toute l’année. Elle entretient un dialogue ouvert avec les étudiants et défend leurs intérêts auprès des autorités de l’Université.

### AGEPoly
Représentant plus de 10 000 étudiants, l’Association Générale des Étudiants de l’EPFL compte près de 350 personnes actives au sein de 19 commissions. Ses trois domaines d’engagements sont l’animation, les services aux étudiants ainsi que leur représentation. Depuis le 1er Janvier 2015 l'AGEPoly ne fait plus partie de l'UNES